# الانتخابات العامة البرازيلية 1894
الانتخابات العامة البرازيلية 1894 هي الانتخابات الرئاسية التي جرت في 1 مارس 1894، في البرازيل، لانتخاب رئيس البرازيل، فاز بالانتخابات برودنت دي مورايس.